# Jaluit Atoll

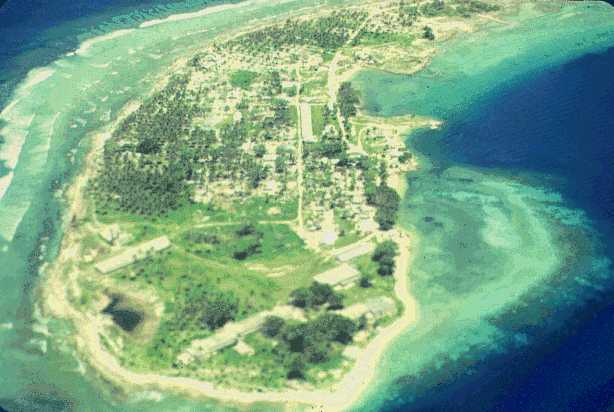
A Jaluit Atoll látképe 1978-ban

A Jaluit Atoll egy 91 szigetből álló korallzátony a Csendes-óceánon. A Marshall-szigetek közigazgatási területe. Teljes szárazföldi területe mindössze 11 km², de a lagúna területe 690 km².
Népessége 1999-ben 1699 fő volt.

## Külső hivatkozások
- Digital Micronesia-An Electronic Library  & Archive
- oceandots.com